# 安曇野市穂高郷土資料館
安曇野市穂高郷土資料館（あづみのしほたかきょうどしりょうかん）は、長野県安曇野市穂高有明にある安曇野市立の郷土資料館。

## 概要
安曇野の開拓に関連する衣・食・住、年中行事の民俗諸道具や記録などを収集展示している。安曇野市穂高地域内で出土した土器や土偶や、穂高神社の7年に1度の遷宮祭に登場する人形なども展示されている。

## 展示品
- 離山遺跡出土品 - 縄文中期から後期の石器、玉類、土偶など
- 穂高古墳群出土品 - 直刀、須恵器の壺
- 穂高特産のわさびや天蚕にかかわる用具類
- 穂高神社の遷宮祭の人形

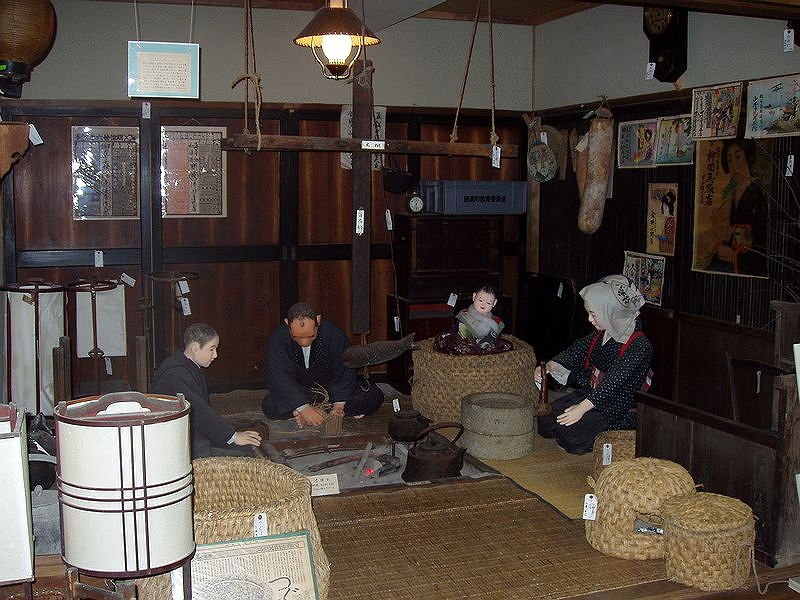
館内風景
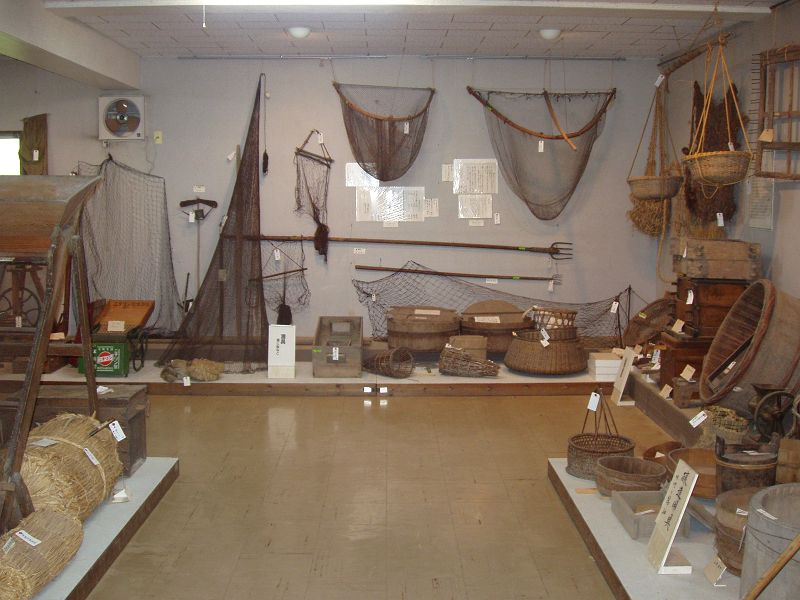
館内風景
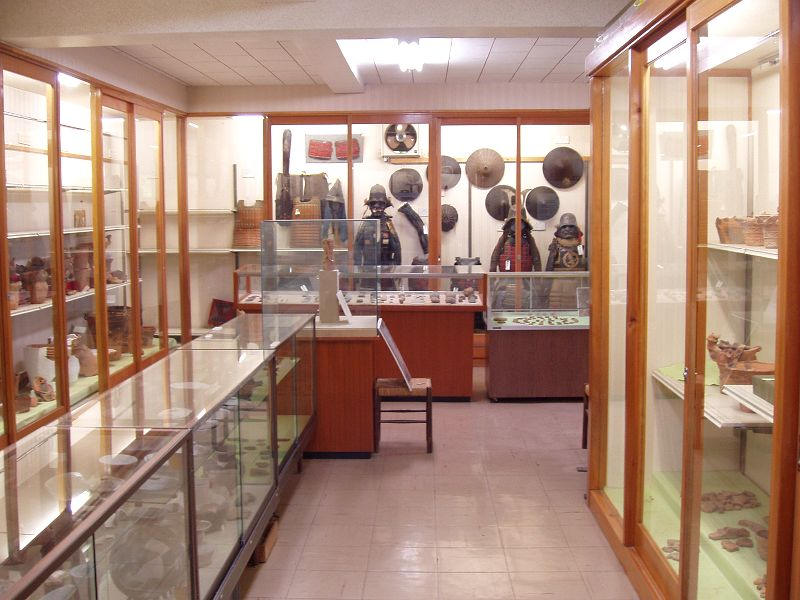
館内風景
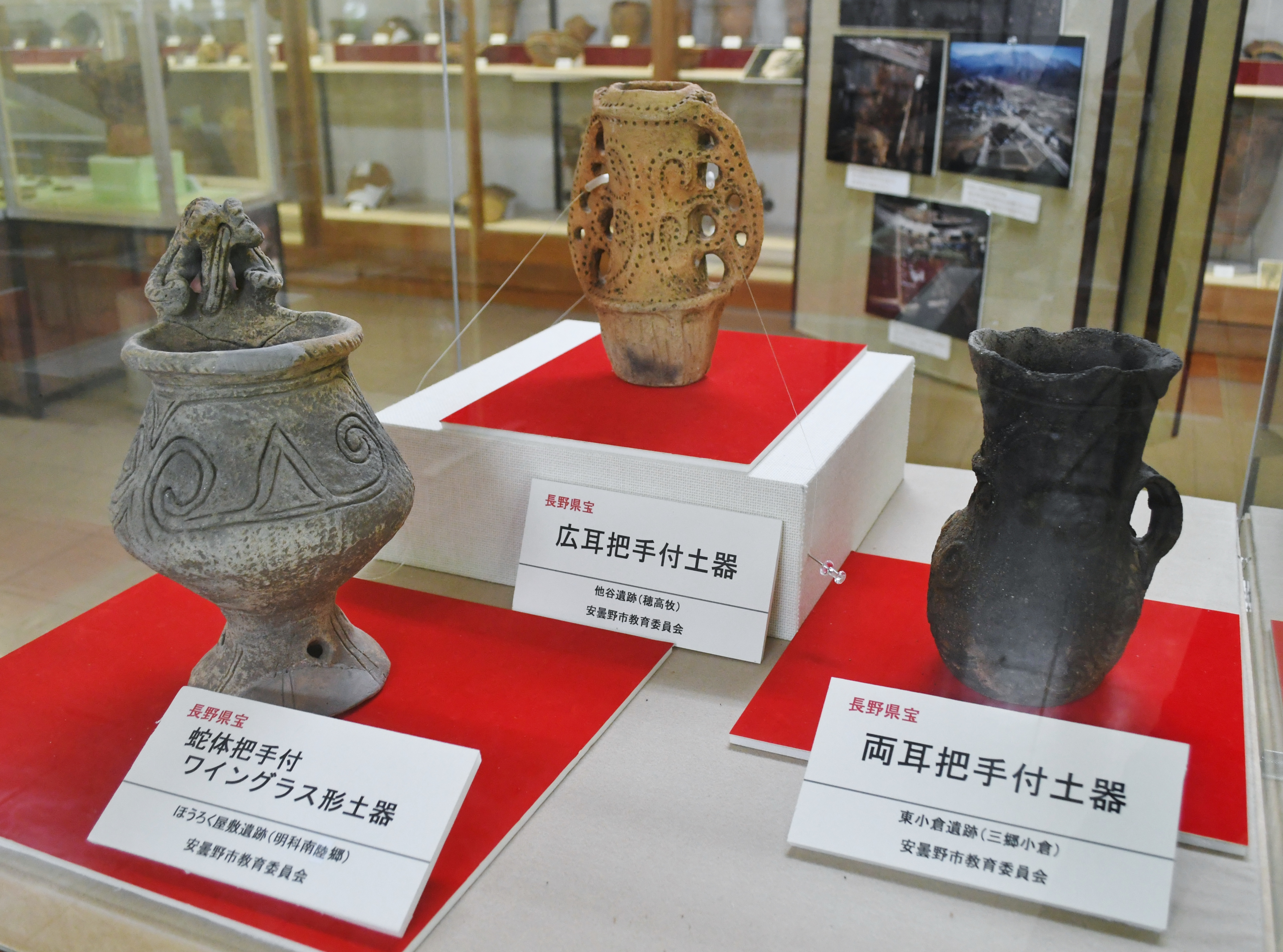
信州の特色ある縄文土器3点（長野県宝）
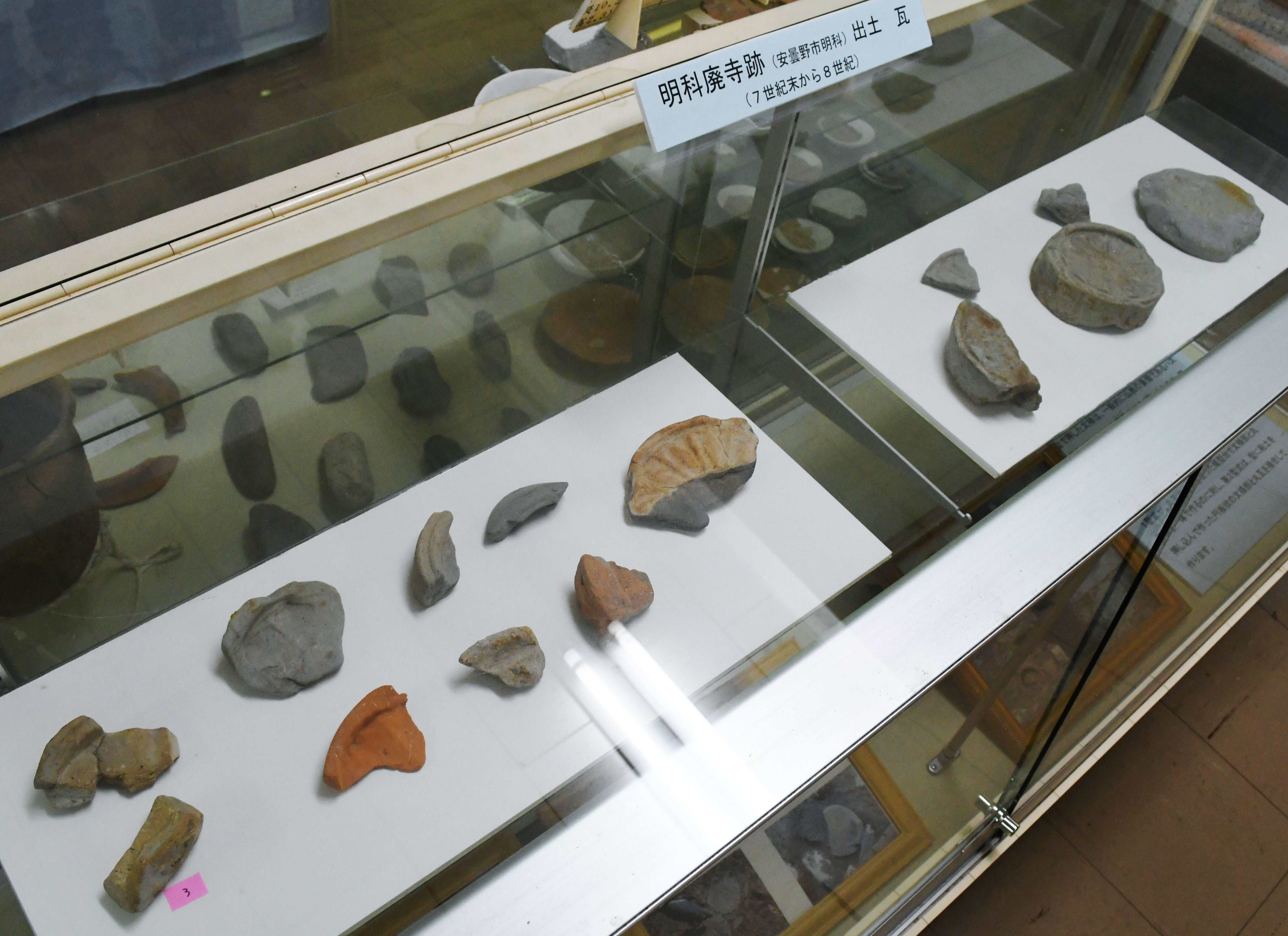
明科廃寺跡出土瓦

## アクセス
- 自動車利用：安曇野ICから15km 20分
- 鉄道利用：JR大糸線穂高駅下車タクシー10分

## 周辺
- 松尾寺
- 松尾寺山公園
- 鐘の鳴る丘集会所（有明高原寮）
- 穂高温泉